# Maricucha
Maricucha es una serie de televisión peruana del género comedia, producida por Michelle Alexander y Del Barrio Producciones, y dirigida por Ani Alva Helfer para la cadena América Televisión.
Está protagonizada por Patricia Barreto, Gustavo Bueno, Andrés Vílchez, Haydeé Cáceres y Gustavo Borjas, y antagonizada por Milene Vázquez, Ximena Díaz, Sebastián Monteghirfo, László Kóvacs y Valentina Saba. Tras el fallecimiento de Falcón en 2018, el guion anterior que originalmente iba a ser protagonizado por Tula Rodríguez y Christian Domínguez; fue desarrollado y actualizado por Eduardo Adrianzén, quien trabajó previamente en Ojitos hechiceros, también creado por Falcón.
La serie se renovó para una segunda temporada, la cual se estrenó el 15 de noviembre de 2022, siendo protagonizada por Patricia Barreto, Andrés Vílchez, Ximena Díaz, Milene Vázquez, Stefano Meier y Arianna Fernández, y antagonizada por Paul Martin, Sebastián Monteghirfo, Brando Gallesi, Carlos Thornton, Andrea Alvarado, Valentina Saba y Raysa Ortiz.

## Argumento

### Temporada 1 (2022)
Es la historia de Maricucha (Patricia Barreto), una joven cocinera que llega a Lima de su Cajamarca natal para trabajar en la casa de los Corbacho, una familia disfuncional con miembros ambiciosos, holgazanes, indiferentes y creyéndose los dueños del mundo gracias al dinero del patriarca, Don Antonio (Gustavo Bueno). Así viven sin preocupaciones ni nada que afecte sus vidas superficiales. La llegada de Maricucha a la casa Corbacho, no obstante, pondrá de vuelta y media a todos los miembros que conforman dicha familia quienes harán hasta lo imposible por deshacerse de ella. Sin embargo, Maricucha no se dejará vencer fácilmente al mismo tiempo que encontrará el amor en el heredero de la familia: Renato (Andrés Vílchez).

### Temporada 2 (2022-2023)
Tras ser humillada por los Corbacho, Maricucha decide viajar a Cajamarca en donde se reencontrará con sus familiares pero a su vez se verá envuelta en nuevos líos teniendo que tratar con Rosmery (Andrea Alvarado), su malévola prima quien ha usurpado su lugar dentro de su familia, y con Gregorio (Carlos Thornton), su mejor amigo de la infancia dispuesto a conquistarla. Renato convence a Maricucha de regresar a Lima, y sus familiares también se mudan a la capital uno por uno. Sin embargo, de vuelta en Lima, Maricucha tendrá que enfrentarse a un nuevo y poderoso enemigo: el corrupto y cruel empresario Raymundo Rossi (Paul Martin) .

## Reparto

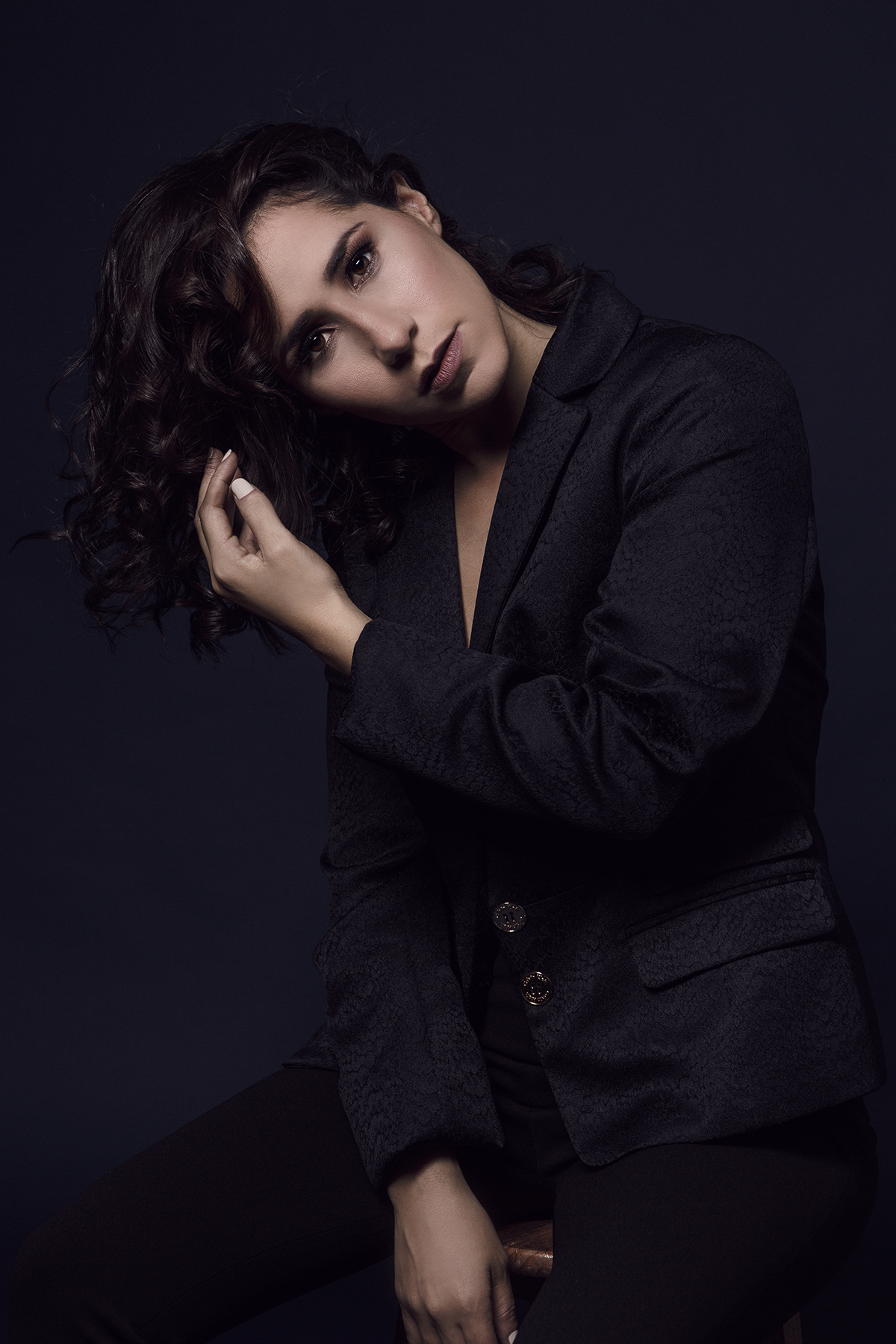
Patricia Barreto es Maricucha López

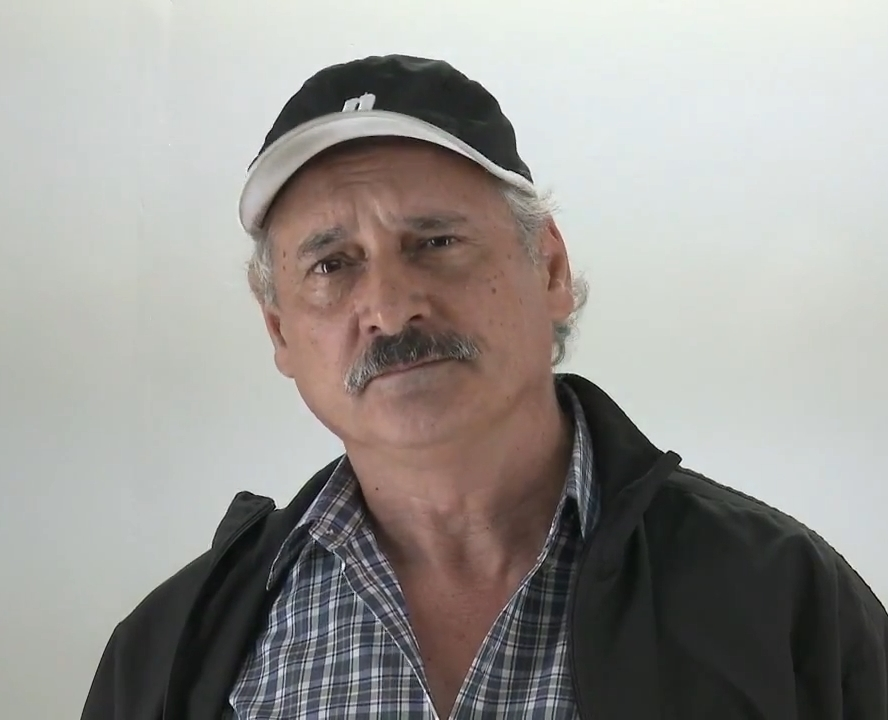
Gustavo Bueno es Antonio Corbacho

### Principales
- Patricia Barreto como María Augusta «Maricucha» López Huamán (temporadas 1-2)
- Gustavo Bueno como Don Antonio Humberto «Toñito» Corbacho Arévalo (temporada 1: principal; temporada 2: flashbacks)
- Andrés Vílchez como Renato William Montero Corbacho (temporadas 1-2)
- Gustavo Borjas como Alberto Ronaldo «Beto» Vásquez Rojas (temporada 1)
- Milene Vásquez como María Fernanda Victoria Corbacho Espinoza (temporadas 1-2)
- László Kovács como Gianluca Montero Bradbury (temporada 1)
- Ximena Díaz como María Teresa «Teté» Corbacho Espinoza (temporadas 1-2)
- Elsa Olivero como Dora «Dorita» Soriano (temporadas 1-2)
- Víctor Prada como Don Édgar (temporada 1)
- Stephanie Orúe como Samantha Ramírez Nájar (temporada 1)
- Sebastián Monteghirfo como Damián / Paulo «Pato» Ferrante Goycochea (temporadas 1-2)
- Valentina Saba como Carla Pardo D'Alessio (temporadas 1-2)
- Irene Eyzaguirre como Aleida Rojas (temporada 1)
- Emanuel Soriano como Julio «Julito» Acosta Soriano (temporada 1)
- Miguel Dávalos como Manuel Vásquez Rojas «El Gato» (temporadas 1-2)
- Rodrigo Palacios como Emilio Pariona (temporada 1)
- Gloria Klein como Omaira Campoamor Baca (temporada 1)
- Jesús Aranda como Nepo Museno «Napuseno» (temporada 1: principal; temporada 2: recurrente)
- Sebastián Barreto como Jonathan Ramírez Nájar (temporada 1)
- Kailani Pinedo como Vania Montero Corbacho (temporadas 1-2)
- Haydeé Cáceres como Doña Clara «Clarita» Hinojosa (temporada 1)
- Paul Martin como Raymundo Rossi Hochschild (temporada 2)
- Norka Ramírez como Doña Herminia Huamán «Mamá Herminia» (temporada 2)[8]
- Andrea Alvarado como Rosa María «Rosmery» Li Huamán «Maritrucha» (temporada 2)
- Christian Domínguez como Vicente «Chente» Angarita Huamán / Vicente «Chente» López Huamán (temporada 2)
- Stefano Meier como Doménico Rossi del Águila (temporada 2)
- Carlos Thornton como Gregorio «Goyito» Landa McGregor (temporada 2)
- Raysa Ortiz como Angelique Martel «La chica de la playa» (temporada 2)[9]
- Arianna Fernández como Julietta «Juli» Rossi del Águila (temporada 2)
- Brando Gallesi como Jair Romero Solís «El pulgas» (temporada 2)[10]
- Mariano Ramírez como Luis «Luchito» López Huamán (temporada 2)

### Recurrentes e invitados especiales

#### Introducidos en la primera temporada
- Vanessa Saba como Leticia Bridgerton Ozterland
- Gino Pesaressi como Sebastián
- Marisol Aguirre como Pina D'Alessio de Pardo
- Julia Thays como Hilda Chumbe «Nonoy»
- Frida Hurtado como Mamá Vilma
- Sergio Gjurinovic como Juan Diego Bridgerton
- Fernando Bakovic como Rafael Pardo
- Kukuli Morante como Inés Belmonte
- Bruno Odar como Dr. Diógenes Azabache
- Yamile Caparó como Lola «Lolita» Espinoza Bello de Corbacho (Joven)
- Stefano André como Antonio Humberto Corbacho Arévalo (Joven)
- Diego Pérez Chirinos como Bombero
- Carolina Cano como Katerina Drexler
- Eva Castaño como Dra. Ivana de la Piedra
- Iván Chávez como Comisario
- Martín Martínez como Benjamin Rojas «Parásito»
- Milagros Sánchez como Rosalía Cueto Montoya[11]
- Giovana Veintimilla como Carola / Amparo Silva Cruz
- Germán «Manchi» Ramírez como Padre Miguel
- Ítalo Maldonado como Profesor Óscar Hernández
- Augusto Gutiérrez como Andrew Pickerton III[12]
- Zoe Arévalo como Elisa Pariona[13]
- André Silva como León Zárate «El León de la Cumbia»
- Yahaira Plasencia como Ella misma[14]
- Belén Estévez como Ella misma
- Cielo Torres como Ella misma[15]

#### Introducidos en la segunda temporada
- Aysha Gómez como María Augusta «Maricucha» López Huamán (Niña)
- Francesca Vargas como Herminia Huamán (Joven)
- Xiara Flores como Rosa María «Rosmery» Li Huamán (Niña)
- Natali Zegarra como Luzmila Huamán (Joven)
- Alberick García como Marcelino Li
- Yanina Ugarte como Luzmila Huamán
- Santiago Valmart como Gregorio «Goyito» Landa McGregor (Niño)
- Fabián Calle López como Sergio «Checho» Fernández
- Trilce Cavero como Comandante
- Gustavo Mayer como Profesor Guillermo Ponce
- Carlos Victoria como Don Germán Angarita
- Ethel Pozo como Afrodita Socorro del Pilar
- Carlos Raúl Neyra como Vicente «Chentito» López del Pilar
- Maju Mantilla como Glenda «Glendita»[16]
- Gabriela Billotti como Lucrecia Barda «la Bruja»
- Denisse Dibós como Enriqueta «Duquesa de Shore»
- Alonso Cano como Jairon Romero Barroso «El Jairo»[17]
- Willy Gutiérrez como Don Octavio Rossi
- Paul Ramírez como Javier Mantilla
- Juan Luis Maldonado como Dr. Ceferino Torres
- Mónica Torres como Monserrat Salinas «Montañita»[18]
- Mayra Nájar como Rebeca «Becky»
- Miguel Medina como Fiscal Huapaya
- Antonio Arrué como Profesor Adalberto López
- Marisa Minetti como Valeria del Águila
- Luis Rosadio como El Chato Borges
- Amaranta Kun como Periodista
- Valeria Escandón como Denisse
- David Carrillo como Profesor Armizu
- Alfonso Dibós como Dr. Enrique Villaruiz
- Pedro Olórtegui como Boris
- Abigail Vizcardo como Margarita

## Temporadas
| Temporada | Temporada | Episodios | Episodios | Emisión original        | Emisión original    |
| Temporada | Temporada | Episodios | Episodios | Primera emisión         | Última emisión      |
| --------- | --------- | --------- | --------- | ----------------------- | ------------------- |
|           | 1         | 93        | 93        | 10 de enero de 2022     | 25 de mayo de 2022  |
|           | 2         | 104       | 104       | 15 de noviembre de 2022 | 11 de abril de 2023 |

## Banda sonora
- «Maricucha» – Gran Orquesta Internacional, Patricia Barreto y André Silva
- «Peligroso» – Estrella Torres
- «Solo de ti» – Koky Bonilla y Afrodisíaco
- «Si me ves llorar de alegría» – Diego Dibós
- «No perdamos mas el tiempo» – Estrella Torres
- «Es difícil» – Jhovan
- «Me quedo» – Dady
- «A mí me gusta» – Ronald Borjas y José Alberto «el Canario»
- «Y de pronto tú y yo» – Yahaira Plasencia
- «Lo mueves» – Koky Bonilla y Afrodisíaco
- «Junto a ti» – Alexander Blas
- «Nadie como tú» – Juan Carlos Fernández
- «Quiero saber» – Orquesta Bembé
- «Que esperabas» – Los Fernández
- «Qué me paso» – Ghiis
- «Tú eres» – Giuliana Rengifo
- «No puedo alejarme de ti» – Koky Bonilla y Afrodisíaco
- «Así nos queremos» – Pascal
- «Sin palabras» – Arianna Fernández y Fabrizio Solari
- «Vengo» – Arianna Fernández
- «No te perdonaré» – Micheille Soifer
- «Cuando la conocí» – Stefano Meier
- «Por ti» – Deyvis Orosco
- «Sonrisas» – Pascal
- «Cuanto te quiero» – Christian Domínguez
- «Ya no vuelvas» – Diego Cruz
- «Apapachame» – William Luna
- «Mi Rous» – Stefano Meier
- «Déjame vivir» – Patricia Barreto y Andrés Vílchez
- «Suave» – Las muñecas de la cumbia
- «Te necesito» – Alexander Blas
- «Eres tan bonita chiquilla» – Christian Domínguez
- «Misteriosa» – Nano Morris
- «Toda la noche» – Urban Club
- «Día y noche» – Marina Yafac
- «Ay amor» – Chenecou

## Premios y nominaciones
| Año  | Premio                       | Categoría              | Nominación a     | Resultado | Ref.   |
| ---- | ---------------------------- | ---------------------- | ---------------- | --------- | ------ |
| 2022 | Premios Luces de El Comercio | Mejor ficción          | Maricucha 2      | Nominada  | [ 19 ] |
| 2022 | Premios Luces de El Comercio | Mejor actriz           | Patricia Barreto | Nominada  | [ 19 ] |
| 2022 | Premios Luces de El Comercio | Mejor actor            | Stefano Meier    | Nominado  | [ 19 ] |
| 2022 | Premios Luces de El Comercio | Mejor actor            | Emanuel Soriano  | Nominado  | [ 19 ] |
| 2023 | Produ Awards                 | Mejor actor de reparto | Andrés Vílchez   | Nominado  |        |